# Идеал (Иркутская область)
Идеал (бур. Идэ) — село в Аларском районе Усть-Ордынского Бурятского округа Иркутской области. Административный центр муниципального образования «Куйта».

## География
Расположено в 25 км к югу-юго-западу от районного центра — посёлка Кутулик.
Состоит из 7 улиц:
- 1-я
- 2-я
- Коммунаров
- Молодёжная
- Садовая
- Солнечная
- Школьная

## Происхождение названия
По официальной версии «Идеал» — название советское и означает высшую степень совершенства. Топонимист Матвей Мельхеев также придерживался этой версии, однако намекал на возможность связи данного топонима с бурятским родом идэ. Есть данные, что до образования села (1920 год) там находились сельскохозяйственные угодья бурят рода идэ.

## История
Населённый пункт основан в 1920 году, когда жители села Бельск и деревни Елань Черемховского района создали здесь коммуну «Идеал», состоявшую из около 20 дворов, принадлежавших беднякам, батракам и среднему классу. Под руководством партийной организации был создан вооруженный отряд по борьбе с бандами Донского и Болтенко, который часто и надолго ездил на задания, а также занимался охраной соседних населённых пунктов. В 1925—1926 годы в состав коммуны вошли колхозы «Прогресс» и «Крыловская». В результате пожара в Идеале в 1927 году были уничтожены часть сельхозмашин, кузнечная и кожевенная мастерские, которые были восстановлены в течение 2-х лет. В 1930 году с целью проведения партийно-политической работы приехали ленинградцы-двадцатипятитысячники, которые стали руководителями колхоза. Позже колхоз был преобразован в совхоз.

## Экономика
В Идеале функционирует одно сельскохозяйственное предприятие. Большинство жителей села ведут подсобное хозяйство, в частности многие занимаются животноводством.

## Инфраструктура
В селе функционируют средняя школа, детский сад, библиотека.

## Население
| 2002 | 2010 | 2011 | 2012 |
| ---- | ---- | ---- | ---- |
| 610  | ↘503 | ↘501 | ↘491 |

На 2010 год в селе насчитывалось 503 жителя, 179 хозяйств.